# Bob Connolly
Robert James (Bob) Connolly (Paterson (New Jersey), 5 november 1907 – 1981) was een vooraanstaand Amerikaans politiek cartoonist, wiens werk een grote invloed had op de Zuid-Afrikaanse media tijdens het apartheidstijdperk.

## Biografie
Connolly werd in 1907 geboren in Paterson, in de Amerikaanse staat New Jersey, en studeerde journalistiek aan de Columbia University voordat hij overstapte naar een carrière als cartoonist. In 1937 verhuisde hij naar Zuid-Afrika met een contract voor één jaar, maar besloot daar permanent te blijven. Zijn cartoons, waarin vaak het personage “Little Man” voorkwam als vertegenwoordiger van de gewone Zuid-Afrikaan, verschenen bijna twintig jaar lang op de voorpagina's van de Rand Daily Mail. Ze gaven scherpe en kritische commentaren op het politieke landschap van het land in een woelige periode.
Connolly’s werk uit de jaren 1970 – met thema’s zoals belastingen, partijpolitiek en mediakritiek – is bewaard gebleven in collecties zoals het Historical Papers Research Archive aan de Universiteit van de Witwatersrand.